# Iseropus stercorator
Iseropus stercorator là một loài tò vò trong họ Ichneumonidae.